# Хроника Холодной войны (1950 год)
Хронология Холодной войны
- 1943
- 1944
- 1945
- 1946
- 1947
- 1948
- 1949
- 1950
- 1951
- 1952
- 1953
- 1954
- 1955
- 1956
- 1957
- 1958
- 1959
- 1960
- 1961
- 1962
- 1963
- 1964
- 1965
- 1966
- 1967
- 1968
- 1969
- 1970
- 1971
- 1972
- 1973
- 1974
- 1975
- 1976
- 1977
- 1978
- 1979
- 1980
- 1981
- 1982
- 1983
- 1984
- 1985
- 1986
- 1987
- 1988
- 1989
- 1990
- 1991

- 5 января:
  - Великобритания признаёт Китайскую Народную Республику.
  - Республика Китай разрывает дипломатические отношения с Соединённым Королевством.
- 19 января: Китай официально дипломатически признал Вьетнам независимым от Франции.
- 21 января: Последние военные Гоминьдана сдаются коммунистам в континентальном Китае.
- 31 января: Президент США Гарри Трумэн объявляет о начале разработки водородной бомбы.
- 3 февраля: Советский Союз устанавливает дипломатические отношения с Индонезией посредством обмена телеграммами между Вице-президентом Индонезии Мохаммадом Хаттой и Министром иностранных дел СССР Андреем Вышинским.
- 9 февраля: Сенатор Джозеф Маккарти впервые заявляет, не предъявляя прямых доказательств, что коммунисты проникли в Государственный департамент США, что приводит к серии скандальных антикоммунистических правительственных расследований в Соединённых Штатах.
- 12 февраля: Советский Союз и Китайская Народная Республика подписывают договор о взаимной обороне.
- 11 марта: Лидер Гоминьдана Чан Кайши переносит свою столицу в Тайбэй, Тайвань, вступая в противостояние с Китайской Народной Республикой.
- 7 апреля: Начальник планирования политики Государственного департамента США Пол Нитце выпускает секретный отчёт NSC 68, в котором утверждается, что сдерживание является краеугольным камнем внешней политики Соединённых Штатов. Это решение будет определять политику США на следующие двадцать лет.
- 11 мая: Министр иностранных дел Франции Роберт Шуман излагает свои предложения объединения Европы, известные как Декларация Шумана, которая знаменует собой начало создания Европейского сообщества.
- 25 июня: Войска Северной Кореи вторгаются в Южную Корею, начинается Корейская война. Совет Безопасности ООН голосует за вмешательство, чтобы защитить Южную Корею. Советский Союз не может наложить вето, так как он бойкотирует Совет Безопасности по вопросу вступления Китайской Народной Республики.
- 4 июля: Силы Организации Объединённых Наций впервые вступают в бой с северокорейскими силами в Осане. Им не удаётся остановить северокорейское наступление, и они отступают на юг, к тому, что впоследствии станет Пусанским периметром.
- 30 сентября: Силы ООН высаживаются в Инчхоне. Нанеся поражение северокорейским войскам, они продвигаются вглубь страны и вновь захватывают Сеул.
- 2 октября: Силы ООН пересекают 38-ю параллель и входят в Северную Корею.
- 5 октября: Китай проводит мобилизацию, мобилизованные силы НОАК развёртываются вдоль реки Ялу.
- 22 октября: Пхеньян, столица Северной Кореи, захвачен силами ООН.
- 22 октября: Китай вторгается в Корею с 300 тыс. солдат, застав силы ООН врасплох. Однако китайцы отступают после первых боёв.
- 15 ноября: Силы ООН подходят к реке Ялу. В ответ Китай снова вторгается в Корею, с 500-тысячной армией. Это наступление вынуждает силы ООН отступить в сторону Южной Кореи.